# Рид, Пирс Пол
Пирс Пол Рид (англ. Piers Paul Read; род. 7 марта 1941, Биконсфилд, графство Бакингемшир) — британский писатель. Сын поэта, литературного и художественного критика, педагога Герберта Рида. Член Королевского литературного общества. 
Окончил Кембриджский университет (1962).
Рид является вице-президентом Гильдии писателей-католиков Англии и Уэльса, и во многих его произведениях заметно сильное влияние католической мысли — в частности, зачастую главными героями Рида являются закоренелые злодеи, в итоге раскаивающиеся и обращающиеся к Богу. Рид испытывает устойчивый интерес и симпатию к Германии, помещая там действие многих своих книг начиная со второго романа «Юнкера» (1968).
Значительная часть творчества Рида — документальные книги. Наиболее известная его книга — «Живые: История спасшихся в Андах» (англ. Alive: The Story of the Andes Survivors; 1974) — подробно рассказывает историю авиакатастрофы в Андах, после которой 16 выживших на протяжении более чем двух месяцев пытались выбраться к людям. Риду принадлежат также книги «В огне: История Чернобыля» (англ. Ablaze: The Story of Chernobyl; 1993), «Тамплиеры: Драматическая история Рыцарей Храма, самого могущественного военного ордена эпохи крестовых походов» (англ. The Templars: The Dramatic History of the Knights Templar, the Most Powerful Military Order of the Crusades; 1999), а также авторизованная биография актёра Алека Гиннесса (2003).

## О Чернобыле
Пирс Пол Рид так представлял себе причины и последствия Чернобыльской аварии:

Думаю, Чернобыль ознаменовал собой начало конца СССР, как в символическом, так и в реальном отношении, можно сказать, что лед тронулся. Взрыв был вызван присущими советской системе противоречиями, по этому эта катастрофа является хорошей парадигмой, скажем, даже символом того, чему было суждено случиться. Думаю, что Чернобыль всегда будут помнить, как яркий пример того, что наука не может решить всех проблем. Эта катастрофа сбила спесь с Советского Союза. Нам нужно быть более терпимыми друг к другу и осознавать всю хрупкость человеческого существования на земле, люди не роботы и они не могут работать так же безошибочно.— Британский писатель Пирс Пол Рид, интервью в фильме «Правда о Чернобыле», 2006, ТВ3